# Tristerix verticillatus
Tristerix verticillatus là một loài thực vật có hoa trong họ Loranthaceae. Loài này được (Ruiz & Pav.) Barlow & Wiens miêu tả khoa học đầu tiên năm 1971.